# Korn, das in die Erde
Korn, das in die Erde ist ein dreistrophiges deutsches Kirchenlied. Die Melodie des ursprünglich englisch verfassten vierstrophigen Liedes entspricht der Melodie des französischen Weihnachtsliedes noël nouvelet. Den englischen Text Love is Come Again (“Now the green blade riseth”) verfasste der anglikanische Theologe und Priester John Macleod Campbell Crum (1872–1958), er wurde erstmals im Jahr 1928 veröffentlicht. Jürgen Henkys (1929–2015) übertrug das Lied 1976 ins Deutsche. Es ist im Evangelischen Gesangbuch (EG 98) sowie im Mennonitischen Gesangbuch (MG 280) abgedruckt und wurde für das Gebiet der deutschsprachigen evangelischen Kirche als eines der beiden Wochenlieder für den Sonntag Lätare festgelegt. Auch Diözesanteile des Gotteslobs enthalten das Lied.

## Der Text
Der Liedtext kreist um Jesu Gleichniswort vom Weizenkorn, das stirbt und nur so eine vielfache Frucht seiner selbst bringt (Joh 12,24 ). Der Liedtext ist knapp und sprachlich dicht gehalten. Er besteht aus vier Zeilen im Paarreim (aabb).  Die letzte der vier Zeilen bildet einen kleinen, sich in jeder Strophe wiederholenden Kehrvers, der aber jeweils integral zur Aussage der einzelnen Strophen dazugehört. Das zentrale Wort des Liedes heißt Liebe. Neben dem Gleichniswort vom Weizenkorn klingen weitere Gleichnisse Jesu im Liedtext an. Auf das Gleichnis vom vierfachen Ackerfeld (Mk 4,3–20 ) nimmt die dritte Strophe Bezug. Das Gleichnis von der selbstwachsenden Saat (Mk 4,26–29 ) klingt dagegen im Kehrvers Liebe wächst wie Weizen an, vor allem im Kontext der zweite Strophe.

## Die Melodie
Die Melodie ist dem französisches Weihnachtslied noël nouvelet aus dem 15. Jahrhundert entnommen. Ihre Eigenart rührt vom dorischen Modus her, in dem sie verfasst ist. Auffällig ist der Quintsprung gleich zu Beginn. Die Melodie bleibt trotzdem schlicht.